# 東美唄信号所
東美唄信号所（ひがしびばいしんごうしょ）は、かつて北海道美唄市東明三区（現・美唄市東明2条）に存在した三菱鉱業美唄鉄道線（美唄鉄道）の信号場である。

## 概要
第二次世界大戦中に非常用貯炭場と専用線が設けられた。戦後この貯炭場跡には国鉄の蒸気機関車用燃料のピッチ練炭需要に対処するための工場の一つとして三菱鉱業美唄煉炭工場が置かれ、専用線も増設されてその工場用に転用された。当信号所はその専用線の分岐点に設けられた。
この専用線は東明駅が管理した。

## 歴史
- 1942年（昭和17年）6月：戦時非常貯炭場への専用線敷設に伴い設置？。起点2,787 m[3]。
- 1953年（昭和28年）7月：三菱鉱業美唄煉炭工場設置[4]に伴い工場専用線の信号所となる。
- 1972年（昭和47年）6月1日：三菱鉱業美唄鉄道線廃止により廃止。

## 構造
当信号所から美唄方面に向かって、美唄煉炭工場への専用線が分岐していた。

## 隣の駅
三菱鉱業
美唄鉄道線
美唄駅 - 東美唄信号所 - 東明駅